# Султанов, Ерик Хамзинович
Ерик Хамзинович Султанов (каз. Ерік Хамзаұлы Сұлтанов; род. 24 марта 1956 года, село Жана-жол, Северо-Казахстанской области) — казахстанский государственный деятель. Аким Северо-Казахстанской области в 2014—2017 годах. Депутат сената парламента Казахстана от Северо-Казахстанской области (с 2017 года).

## Биография
С 1978 года по 1992 год работал механиком, старшим прорабом, заместителем председателя объединённого профкома, главным инженером УМС, председателем объединённого профкома, директором комбината «Экибастузшахтострой».
1993—1994 — первый заместитель главы Экибастузской городской администрации.
1994—1995 — депутат Верховного Совета Республики Казахстан XIII-го созыва.
1995—1996 — председатель департамента охраны труда в министерстве труда Республики Казахстан.
1996—1998 — председатель Павлодарского территориального комитета по управлению государственным имуществом.
1998—1999 — председатель территориального комитета государственного имущества и приватизации, заместитель акима Северо-Казахстанской области.
1999—2000 — директор департамента автомобильных дорог министерства транспорта и коммуникаций Республики Казахстан.
2000—2001 — главный координатор консультантов по внешним займам комитета автомобильных дорог министерства транспорта и коммуникаций Республики Казахстан.
2001—2002 — главный инженер РГП «Казахавтодор» министерства транспорта и коммуникаций Республики Казахстан.
2002—2004 — председатель комитета автомобильных дорог и строительства инфраструктурного комплекса министерства транспорта и коммуникаций Республики Казахстан.
2004—2005 — председатель комитета развития транспортной инфраструктуры министерства транспорта и коммуникаций Республики Казахстан.
2005—2006 — генеральный директор ТОО «Казахдорстрой».
2006—2007 — заместитель акима города Астаны.
2007—2008 — первый заместитель акима города Астаны.
2008—2014 — вице-президент по обеспечению АО «Национальная компания „Казахстан темир жолы“».
С 27 мая 2014 года по 14 марта 2017 года занимал пост акима Северо-Казахстанской области.
28 июня 2017 года избран депутатом сената парламента Республики Казахстан от Северо-Казахстанской области. С 4 сентября 2017 года — член комитета по экономической политике, инновационному развитию и предпринимательству.

## Награды
- Орден «Курмет» (2007)
- Орден «Алгыс» (2015, Казахстанский митрополичий округ)[5]
- Медаль «За укрепление парламентского сотрудничества» (29 ноября 2018 года, Межпарламентская ассамблея СНГ) — за особый вклад в развитие парламентаризма, укрепление демократии, обеспечение прав и свобод граждан в государствах — участниках Содружества Независимых Государств[6]